# José Carmelo Martínez Lázaro
José Carmelo Martínez Lázaro OAR (ur. 21 sierpnia 1954 w Luezas) – hiszpański duchowny rzymskokatolicki posługujący w Peru, w latach 2004–2021 biskup Cajamarca.

## Życiorys
Wstąpił do zakonu augustianów rekolektów i w tymże zgromadzeniu złożył śluby wieczyste 26 sierpnia 1978 oraz przyjął święcenia kapłańskie 19 lipca 1980. Był m.in. proboszczem parafii w Chota (1980-1992), administratorem apostolskim (1992-1994), a następnie wikariuszem generalnym (1994-1996) tamtejszej prałatury terytorialnej, a także wikariuszem kilku parafii zakonnych w Limie.
27 marca 2002 został mianowany przez papieża Jana Pawła II prałatem terytorialnym Chota. Sakry biskupiej udzielił mu 5 maja 2002 jego poprzednik, Emiliano Antonio Cisneros Martínez. Mianowany 12 października 2004 biskupem Cajamarca, objął urząd 19 grudnia tegoż roku. 23 października 2021 papież Franciszek przyjął jego rezygnację z pełnionego urzędu. 